# Boku wa Tomodachi ga Sukunai
Boku wa Tomodachi ga Sukunai (僕は友達が少ない, ぼくはともだちがすくない) còn được biết với tên Haganai (はがない) là loạt light novel được viết bởi Hirasaka Yomi và minh họa bởi Buriki. Media Factory đã phát hành loạt tiểu thuyết này thành từng tập từ ngày 25 tháng 8 năm 2009 đến ngày 26 tháng 8 năm 2015. Cốt truyện xoay quanh Hasegawa Kodaka một sinh trung học vừa chuyển trường đến học viện St. Chronica, anh khó kết bạn với những người xung quanh vì trông anh lúc nào cũng nguy hiểm với ánh mắt luôn dữ tợn dù anh hoàn toàn bình thường. Kodaka vô tình gặp một cô gái cũng không có nhiều bạn và cô đã quyết định cùng anh lập nên một câu lạc bộ để có thể kết bạn được nhiều hơn. Tuy nhiên câu lạc bộ này sau đó đã thu hút những thành viên cũng lập dị không kém vào tham gia.
Hai chuyển thể manga đã được thực hiện. Loạt đầu tiên với tên giữ nguyên được thực hiện bởi Itachi và đăng trên tạp chí Monthly Comic Alive của Media Factory từ ngày 21 tháng 8 năm 2009. Media Factory sau đó đã tổng hợp các chương lại để phát hành thành các tankōbon. Loạt manga thứ hai có tựa Boku wa Tomodachi ga Sukunai+ do Harukawa Misaki viết và Taguchi Shōichi minh họa có một cốt truyện khác với cùng các nhân vật trong bộ tiểu thuyết nhưng hướng phát triển cốt truyện lại đi theo hướng khác. Loạt manga thứ hai đã đăng trên tạp chí Jump Square của Shueisha từ năm 2010. Chuyển thể anime cũng đã được AIC thực hiện và đã phát sóng tại Nhật Bản từ ngày 07 tháng 10 đến ngày 23 tháng 12 năm 2011. Namco Bandai đã thực hiện chuyển thể trò chơi điện tử có tựa Boku wa Tomodachi ga Sukunai Portable và phát hành vào ngày 23 tháng 2 năm 2012.

## Sơ lược cốt truyện
Hirasaka là thành viên trong Câu lạc bộ Light Novel (ラ ノ ベ, Ranobe-bu), bộ truyện bao gồm những câu chuyện ngắn về cuộc sống hàng ngày. Khi phát triển Boku wa Tomodachi ga Sukunai, hay gọi tắt là Haganai, Hirasaka đối chiếu các nhân vật chính là đối lập của những người trong Câu lạc bộ Light Novel có mối quan hệ tốt để bắt đầu. Hirasaka đã thu hút những ảnh hưởng từ trải nghiệm cá nhân: "Cuốn tiểu thuyết này là một câu chuyện về bản thân tôi cũng có ít bạn bè, kỹ năng giao tiếp kém, suy nghĩ tiêu cực, thiếu kinh nghiệm sống và thói quen ảo tưởng vô dụng." Hirasaka cũng coi bối cảnh của những câu chuyện là ít hạn chế hơn. Bộ phim được đạo diễn bởi Hisashi Saito, người trước đây đã từng đạo diễn bộ phim hài lãng mạn dành cho người hâm mộ Heaven's Lost Property. [1] Hirasaka lưu ý rằng vai diễn của Itachi trong các nhân vật trong truyện tranh là "tất cả đều dễ thương" và "khuôn mặt của họ tràn đầy sức sống", đặc biệt là biểu cảm của các nữ anh hùng Yozora và Sena.

## Truyền thông

### Light novel
Loạt light novel Boku wa Tomodachi ga Sukunai được viết bởi Hirasaka Yomi và minh họa bởi Buriki. Media Factory đã bắt đầu phát hành loạt tiểu thuyết này từ ngày 25 tháng 8 năm 2009 đến ngày 26 tháng 8 năm 2015 với nhãn MF Bunko J. Media Factory phát hành trực tiếp thành từng tập chứ không đăng trên tạp chí. Tổng cộng có 11 tập được xuất bản trong đó có một tập ngoại truyện.

### Manga
Chuyển thể manga đã được thực hiện bởi Itachi với tên giữ nguyên và đăng trên tạp chí dành cho Seinen là Monthly Comic Alive của Media Factory từ ngày 21 tháng 8 năm 2009. Cốt truyện của loạt manga này giống như cốt truyện của loạt tiểu thuyết. Media Factory sau đó đã tổng hợp các chương lại để phát hành thành các tankōbon. Seven Seas Entertainment đã đăng ký bản quyền phiên bản tiếng Anh của loạt manga này để phát hành tại thị trường Bắc Mỹ và Sharp Point Press đã đăng ký để phát hành tại Đài Loan.
Chuyển thể manga thứ hai có tựa Boku wa Tomodachi ga Sukunai+ (僕は友達が少ない+) do Harukawa Misaki viết và Taguchi Shōichi minh họa có một cốt truyện khác với cùng các nhân vật trong bộ tiểu thuyết nhưng hướng phát triển cốt truyện lại đi theo hướng khác. Loạt manga thứ hai đã đăng trên tạp chí dành cho shōnen là Jump Square của Shueisha từ năm 2010.
Tổng cộng đã có khoảng 28 tác giả đã tham gia vào việc thực hiện các mẫu truyện ngắn dựa trên tác phẩm và đăng trên tạp chí Monthly Comic Alive từ ngày 22 tháng 10 năm 2011. Media Factory sau đó đã tập hợp các mẫu truyện ngắn này lại và tính đến ngày 23 tháng 1 năm 2013 thì đã phát hành thành 3 tankōbon với tên Boku wa Tomdachi ga Sukunai Kōshiki Anthology Comic (僕は友達が少ない 公式アンソロジーコミック).
Một bộ ngoại truyện có tên Boku wa Tomodachi ga Sukunai Shobōn! (僕は友達が少ない ショボーン！) do Kazahana Chiruwo viết kịch bản và Shira-bi minh họa đã đăng trên tạp chí Monthly Comic Alive từ tháng 11 năm 2011 đến tháng 9 năm 2012. Các chương sau đó đã được tập hợp lại và phát hành thành 1 tankōbon vào ngày 23 tháng 8 năm 2012.
Một bộ ngoại truyện khác có tên Boku wa Tomodachi ga Sukunai Haganai Biyori (僕は友達が少ない はがない日和) do Boke-an thực hiện và bomi minh học cũng đã đăng trên tạp chí Monthly Comic Alive từ tháng 10 năm 2012 đến tháng 4 năm 2013. Các chương đã được tập hợp lại và phát hành thành 1 tankōbon vào ngày 31 tháng 3 năm 2013.

### Drama CD
Một drama CD đã được thực hiện để đính kèm với phiên bản đặc biệt của tập 6 trong loạt tiểu thuyết.
Ngoài ra trong đĩa đính kèm với ba hộp đầu phiên bản đặc biệt của bản DVD/BD của bộ anime thứ nhất đều có các đoạn drama.

### Internet radio
Một chương trình phát thanh trên mạng có tên Boku wa Tomodachi ga Sukunai on AIR RADIO (僕は友達が少ない on AIR RADIO) đã phát sóng từ ngày 06 tháng 9 năm 2011 đến ngày 10 tháng 4 năm 2012 trên đài HiBiKi Radio Station. Chương trình này dùng để giới thiệu cho bộ anime, nói về những gì trong các tập cũng như trả lời thư của những người hâm mộ gửi tới đài. Khi bộ anime thứ hai được lên kế hoạch trình chiếu thì chương trình được khởi động lại và tiếp tục phát sóng từ ngày 11 tháng 12 năm 2012 đến ngày 14 tháng 5 năm 2013. Các chương trình này sau đó đã được tập hợp lại và phát hành thành 4 đĩa.

### Anime
AIC đã thực hiện chuyển thể anime của loạt tiểu thuyết này và đã phát sóng tại Nhật Bản từ ngày 07 tháng 10 đến ngày 23 tháng 12 năm 2011 trên kênh TBS với 12 tập, các kênh khác như MBS, CBC và BS-i cũng phát sóng bộ anime này sau TBS. Media Factory đã phát hành phiên bản DVD/BD của bộ anime này tại thị trường Nhật Bản. Một tập OVA cũng đã được thực hiện để phát hành chung với phiên bản DVD/BD. Funimation Entertainment đã đăng ký bản quyền phiên bản tiếng Anh của bộ anime này để phân phối tại thị trường Bắc Mỹ cũng như phát sóng trên hệ thống mạng trực tuyến của mình và Muse Communication đăng ký tại Đài Loan.
Bộ anime thứ hai có tựa Boku wa Tomodachi ga Sukunai NEXT đã được thực hiện và bắt đầu phát sóng từ ngày 10 tháng 1 năm 2013 đến ngày 29 tháng 3 năm 2013 trên các kênh TBS, BS-TBS, CBC và MBS. Funimation Entertainment cũng đã đăng ký bản quyền phiên bản tiếng Anh của bộ anime này để phân phối tại thị trường Bắc Mỹ.

### Trò chơi điện tử
Chuyển thể trò chơi điện tử có tên Boku wa Tomodachi ga Sukunai Portable thuộc thể loại visual novel đã được Namco Bandai Games thực hiện cho hệ máy PlayStation Portable và đã phát hành vào ngày 23 tháng 2 năm 2012.

### Phim người đóng
Việc thực hiện chuyển thể phim người đóng đã được công bố vào ngày 24 tháng 7 năm 2013 với Times-In lo việc sản xuất và Toei lo phần phân phối. Tin đồn về bộ phim đã xuất hiện trên các mạng xã hội của Đại học Ryukoku trước khi thông tin về bộ phim được công bố nói về việc bộ phim đã bắt đầu thực hiện xuất hiện từ ngày 24 tháng 4 năm 2013 nhưng khi đó nhiều người nghĩ đây chỉ là một trò bịp cho đến khi được xác nhận. Ngay cả tác giả Hirasaka ban đầu cũng không thích ý tưởng chuyển thể tiểu thuyết thành phim do đã xác định cốt truyện của tác phẩm không thích hợp với việc làm phim người đóng, nhưng sau đó đã chấp nhận sau khi xem xét các ý kiến khác nhau về tương lai của ngành công nghiệp light novel vốn đang trong giai đoạn khủng hoảng khi đó và ông nghĩ rằng nên thu hút nhiều người đến với thể loại này hơn thông qua các chuyển thể truyền thông khác như manga, anime, trò chơi điện tử... nhưng ông hoàn toàn không tham gia vào dự án này kể cả việc viết hay xem chỉnh sửa kịch bản và để nhóm làm phim tự lo. Phim đã công chiếu vào ngày 01 tháng 2 năm 2014.

### Âm nhạc
Bộ anime thứ nhất có hai bài hát chủ đề, một mở đầu và một kết thúc. bài hát hở đầu có tựa Zannenkei Rinjinbu★★☆ (残念系隣人部★★☆) do các nhân vật trình bày, đĩa đơn chứa bài hát đã phát hành vào ngày 26 tháng 11 năm 2011. Bài hát kết thúc có tựa Watashi no Ki.Mo.Chi (私のキ・モ・チ) do Inoue Marina trình bày, đĩa đơn chứa bài hát đã phát hành vào ngày 25 tháng 11 năm 2011. Album chứa các bản nhạc dùng trong bộ anime đã phát hành vào ngày 21 tháng 12 năm 2011. Ngoài ra trong phiên bản đặc biệt khi phát hành DVD/BD thì có đính kèm theo các đĩa nhạc chứa các bài hát do các nhân vật trình bày, cũng như có một album chứa các bài hát do các nhân vật trình bày phát hành riêng vào ngày 29 tháng 8 năm 2012.
| Zannenkei Rinjinbu★★☆ (Hoshi Futatsu han)(残念系隣人部★★☆(星二つ半)) | Zannenkei Rinjinbu★★☆ (Hoshi Futatsu han)(残念系隣人部★★☆(星二つ半))                                            | Zannenkei Rinjinbu★★☆ (Hoshi Futatsu han)(残念系隣人部★★☆(星二つ半)) |
| STT                                                                  | Nhan đề | Thời lượng                                                           |
| -------------------------------------------------------------------- | --- | -------------------------------------------------------------------- |
| 1.                                                                   | "Zannenkei Rinjinbu★★☆ (Hoshi Futatsu han) (残念系隣人部★★☆(星二つ半))"                                         | 4:24                                                                 |
| 2.                                                                   | "Egao no Dessin (笑顔のデッサン)"                                                                               | 3:25                                                                 |
| 3.                                                                   | "Zannenkei Rinjinbu★★☆ (Hoshi Futatsu han) (Original Karaoke) (残念系隣人部★★☆(星二つ半) (オリジナルカラオケ))" | 4:23                                                                 |
| 4.                                                                   | "Egao no Dessin (Original Karaoke) (笑顔のデッサン (オリジナルカラオケ))"                                       | 3:23                                                                 |
| Tổng thời lượng:                                                     | Tổng thời lượng:                                                                                                | 15:36                                                                |

| Watashi no Ki.Mo.Chi (私のキ・モ・チ) | Watashi no Ki.Mo.Chi (私のキ・モ・チ)                                              | Watashi no Ki.Mo.Chi (私のキ・モ・チ) |
| STT                                   | Nhan đề                                                                            | Thời lượng                            |
| ------------------------------------- | ---------------------------------------------------------------------------------- | ------------------------------------- |
| 1.                                    | "Watashi no Ki.Mo.Chi (私のキ・モ・チ)"                                            | 3:47                                  |
| 2.                                    | "Atashi no Ki.Mo.Chi (あたしのキ・モ・チ)"                                         | 3:53                                  |
| 3.                                    | "Watashi no Ki.Mo.Chi (Original Karaoke) (私のキ・モ・チ (オリジナルカラオケ))"    | 3:47                                  |
| 4.                                    | "Atashi no Ki.Mo.Chi (Original Karaoke) (あたしのキ・モ・チ (オリジナルカラオケ))" | 3:51                                  |
| Tổng thời lượng:                      | Tổng thời lượng:                                                                   | 15:20                                 |

| Boku wa Tomodachi ga Sukunai Original Soundtrack (僕は友達が少ない オリジナルサウンドトラック) | Boku wa Tomodachi ga Sukunai Original Soundtrack (僕は友達が少ない オリジナルサウンドトラック) | Boku wa Tomodachi ga Sukunai Original Soundtrack (僕は友達が少ない オリジナルサウンドトラック) |
| STT                                                                                            | Nhan đề                                                                                        | Thời lượng                                                                                     |
| ---------------------------------------------------------------------------------------------- | ---------------------------------------------------------------------------------------------- | ---------------------------------------------------------------------------------------------- |
| 1.                                                                                             | "Rinjinbu Katsudouchuu (隣人部かつどう中)"                                                     | 2:08                                                                                           |
| 2.                                                                                             | "Rinjinbu Kyuukeichuu (隣人部きゅうけい中)"                                                    | 2:24                                                                                           |
| 3.                                                                                             | "Rinjinbu Konranchuu (隣人部こんらん中)"                                                       | 1:54                                                                                           |
| 4.                                                                                             | "Dame da Koitsu, Hayaku Nantoka Shinai to (だめだこいつ はやくなんとかしないと)"               | 1:18                                                                                           |
| 5.                                                                                             | "Megitsune VS Niku (女狐VS肉)"                                                                 | 1:36                                                                                           |
| 6.                                                                                             | "Rika x Yozora (理科×夜空)"                                                                    | 1:41                                                                                           |
| 7.                                                                                             | "Hentai Nyuugyuu (変態乳牛)"                                                                   | 2:08                                                                                           |
| 8.                                                                                             | "Aa~n (あぁ〜ん)"                                                                              | 1:36                                                                                           |
| 9.                                                                                             | "Nanika Ura ga aru desu ne (何か裏があるですね)"                                               | 1:48                                                                                           |
| 10.                                                                                            | "Kekkyoku Konna Kanji ni Narimashita (結局こんな感じになりました)"                             | 2:03                                                                                           |
| 11.                                                                                            | "Funky Acoustic (ふぁんきーあこーすてっく)"                                                    | 2:47                                                                                           |
| 12.                                                                                            | "Game "Monster Kariudo" yori Final Battle (ゲーム「モンスター狩人」より Final Battle)"         | 1:44                                                                                           |
| 13.                                                                                            | "Game "Monster Kariudo" yori Stage (ゲーム「モンスター狩人」より Stage)"                       | 1:59                                                                                           |
| 14.                                                                                            | "Nonbiri (のんびーり)"                                                                         | 1:36                                                                                           |
| 15.                                                                                            | "Omochappoi Funky (おもちゃっぽいファンキー)"                                                  | 2:14                                                                                           |
| 16.                                                                                            | "Eiga na Haganai (映画なはがない)"                                                             | 2:13                                                                                           |
| 17.                                                                                            | "Riajuu no Kibun (リア充の気分)"                                                               | 1:04                                                                                           |
| 18.                                                                                            | "Classic Piano na Kanji (くらしっくピアノな感じ)"                                              | 2:00                                                                                           |
| 19.                                                                                            | "Yasei no Henbyoushi (野生の変拍子)"                                                           | 1:10                                                                                           |
| 20.                                                                                            | "Kodaka wa Tomo-chan ga Mienai (小鷹はトモちゃんが見えない)"                                   | 1:29                                                                                           |
| 21.                                                                                            | "Ureshi Hazukashi (うれしはずかし)"                                                            | 1:37                                                                                           |
| 22.                                                                                            | "Univeeerrr~~~~~se!!!! (ゆにばぁぁあああ〜〜〜〜〜す!!!!)"                                     | 1:47                                                                                           |
| 23.                                                                                            | "Riajuu no Mousou (リア充の妄想)"                                                              | 1:38                                                                                           |
| 24.                                                                                            | "Eyecatch Sono 1 (あいきゃっちその1)"                                                          | 0:06                                                                                           |
| 25.                                                                                            | "Eyecatch Sono 2 (あいきゃっちその2)"                                                          | 0:08                                                                                           |
| 26.                                                                                            | "Haganai Back (はがないバック)"                                                                | 0:08                                                                                           |
| 27.                                                                                            | "Sei Kuronika Gakuen (聖クロニカ学園)"                                                         | 1:13                                                                                           |
| 28.                                                                                            | "Unko Youjo Sister (うんこ幼女シスター)"                                                       | 1:31                                                                                           |
| 29.                                                                                            | "Odoroodoro (おどろおどろ)"                                                                    | 2:23                                                                                           |
| 30.                                                                                            | "Kodaka VS Furyou (小鷹VS不良)"                                                                | 1:34                                                                                           |
| 31.                                                                                            | "Ore wa Furyou Nanka ja nai (俺は不良なんかじゃない)"                                          | 2:42                                                                                           |
| 32.                                                                                            | "Eroge no Roudoku (エロゲの朗読)"                                                              | 1:18                                                                                           |
| 33.                                                                                            | "Rinjinbu Shittochuu (隣人部しっと中)"                                                         | 1:53                                                                                           |
| 34.                                                                                            | "Junsui naru Koigokoro (純粋なる恋心)"                                                         | 1:52                                                                                           |
| 35.                                                                                            | "Kodaka wa Kigatsukanai, kedo (小鷹は気がつかない、けど)"                                      | 1:44                                                                                           |
| 36.                                                                                            | "Watashi no Ki.Mo.Chi (TV Size) (私のキ・モ・チ (TVサイズ))"                                   | 1:32                                                                                           |
| 37.                                                                                            | "Zannenkei Rinjinbu★★☆ (TV Size) (残念系隣人部★★☆ (TVサイズ))"                                 | 1:30                                                                                           |
| 38.                                                                                            | "Zannenkei Rinjinbu★★☆ Instrumental bass＋ (残念系隣人部★★☆ Instrumental bass＋)"              | 4:20                                                                                           |
| 39.                                                                                            | "Zannenkei Rinjinbu★★☆ Instrumental drum＋ (残念系隣人部★★☆ Instrumental drum＋)"              | 4:20                                                                                           |
| 40.                                                                                            | "Watashi no Ki.Mo.Chi Instrumental guitar＋ (私のキ・モ・チ Instrumental guitar＋)"            | 3:44                                                                                           |
| 41.                                                                                            | "Watashi no Ki.Mo.Chi Instrumental bass＋ (私のキ・モ・チ Instrumental bass＋)"                | 3:44                                                                                           |
| 42.                                                                                            | "Watashi no Ki.Mo.Chi Instrumental drum＋ (私のキ・モ・チ Instrumental drum＋)"                | 3:44                                                                                           |
| Tổng thời lượng:                                                                               | Tổng thời lượng:                                                                               | 1:25:40                                                                                        |

| Boku wa Tomodachi ga Sukunai Assorted CD 1 (僕は友達が少ない あそーとCD1) | Boku wa Tomodachi ga Sukunai Assorted CD 1 (僕は友達が少ない あそーとCD1) | Boku wa Tomodachi ga Sukunai Assorted CD 1 (僕は友達が少ない あそーとCD1) |
| STT                                                                       | Nhan đề                                                                   | Thời lượng                                                                |
| ------------------------------------------------------------------------- | ------------------------------------------------------------------------- | ------------------------------------------------------------------------- |
| 1.                                                                        | ""Warai" Sono 1 (「笑」 その1)"                                           | 0:30                                                                      |
| 2.                                                                        | ""Warai" Sono 2 (「笑」 その2)"                                           | 5:31                                                                      |
| 3.                                                                        | ""Warai" Sono 3 (「笑」 その3)"                                           | 13:38                                                                     |
| 4.                                                                        | ""Warai" Sono 4 「笑」 その4"                                             | 4:40                                                                      |
| 5.                                                                        | "Pureness Shyness"                                                        | 4:03                                                                      |
| 6.                                                                        | "Pureness Shyness (instrumental)"                                         | 4:01                                                                      |
| Tổng thời lượng:                                                          | Tổng thời lượng:                                                          | 32:23                                                                     |

| Boku wa Tomodachi ga Sukunai Assorted CD 2 (僕は友達が少ない あそーとCD2) | Boku wa Tomodachi ga Sukunai Assorted CD 2 (僕は友達が少ない あそーとCD2) | Boku wa Tomodachi ga Sukunai Assorted CD 2 (僕は友達が少ない あそーとCD2) |
| STT                                                                       | Nhan đề                                                                   | Thời lượng                                                                |
| ------------------------------------------------------------------------- | ------------------------------------------------------------------------- | ------------------------------------------------------------------------- |
| 1.                                                                        | ""Natsuyasumi no Shiku dai" Sono 1 (「夏休みのしくだい」その1)"           | 0:20                                                                      |
| 2.                                                                        | ""Natsuyasumi no Shiku dai" Sono 2 (「夏休みのしくだい」その2)"           | 3:44                                                                      |
| 3.                                                                        | ""Natsuyasumi no Shiku dai" Sono 3 (「夏休みのしくだい」その3)"           | 6:20                                                                      |
| 4.                                                                        | ""Natsuyasumi no Shiku dai" Sono 4 (「夏休みのしくだい」その4)"           | 4:55                                                                      |
| 5.                                                                        | ""Natsuyasumi no Shiku dai" Sono 5 (「夏休みのしくだい」その5)"           | 5:38                                                                      |
| 6.                                                                        | ""Natsuyasumi no Shiku dai" Sono 6 (「夏休みのしくだい」その6)"           | 4:06                                                                      |
| 7.                                                                        | ""Natsuyasumi no Shiku dai" Sono 7 (「夏休みのしくだい」その7)"           | 5:08                                                                      |
| 8.                                                                        | ""Natsuyasumi no Shiku dai" Sono 8 (「夏休みのしくだい」その8)"           | 0:41                                                                      |
| 9.                                                                        | "Yokubari My Soul (欲張りMy Soul)"                                        | 3:49                                                                      |
| 10.                                                                       | "Yokubari My Soul (off vocal) (欲張りMy Soul (off vocal))"                | 3:47                                                                      |
| Tổng thời lượng:                                                          | Tổng thời lượng:                                                          | 38:28                                                                     |

| Boku wa Tomodachi ga Sukunai Assorted CD 3 (僕は友達が少ない あそーとCD3) | Boku wa Tomodachi ga Sukunai Assorted CD 3 (僕は友達が少ない あそーとCD3)   | Boku wa Tomodachi ga Sukunai Assorted CD 3 (僕は友達が少ない あそーとCD3) |
| STT                                                                       | Nhan đề                                                                     | Thời lượng                                                                |
| ------------------------------------------------------------------------- | --------------------------------------------------------------------------- | ------------------------------------------------------------------------- |
| 1.                                                                        | "Romancing Saga OPENING (ロマンシング佐賀 OPENING)"                         | 2:02                                                                      |
| 2.                                                                        | "Romancing Saga FIELD (ロマンシング佐賀 FIELD)"                             | 3:44                                                                      |
| 3.                                                                        | "Romancing Saga BATTLE (ロマンシング佐賀 BATTLE)"                           | 2:24                                                                      |
| 4.                                                                        | "Romancing Saga BOSS BATTLE (ロマンシング佐賀 BOSS BATTLE)"                 | 2:46                                                                      |
| 5.                                                                        | "Romancing Saga DEAD (ロマンシング佐賀 DEAD)"                               | 4:50                                                                      |
| 6.                                                                        | "Romancing Saga GAME OVER (ロマンシング佐賀 GAME OVER)"                     | 1:18                                                                      |
| 7.                                                                        | "Tsuyoki Kokoro ni Hana yo sake (強き心に花よ咲け)"                         | 4:05                                                                      |
| 8.                                                                        | "Tsuyoki Kokoro ni Hana yo sake (Off Vocal) (強き心に花よ咲け (Off Vocal))" | 4:03                                                                      |
| Tổng thời lượng:                                                          | Tổng thời lượng:                                                            | 25:12                                                                     |

| Boku wa Tomodachi ga Sukunai Assorted CD 4 (僕は友達が少ない あそーとCD4) | Boku wa Tomodachi ga Sukunai Assorted CD 4 (僕は友達が少ない あそーとCD4) | Boku wa Tomodachi ga Sukunai Assorted CD 4 (僕は友達が少ない あそーとCD4) |
| STT                                                                       | Nhan đề                                                                   | Thời lượng                                                                |
| ------------------------------------------------------------------------- | ------------------------------------------------------------------------- | ------------------------------------------------------------------------- |
| 1.                                                                        | "FLOWER"                                                                  | 5:46                                                                      |
| 2.                                                                        | "Futari no Kisetsu (二人の季節)"                                          | 5:05                                                                      |
| 3.                                                                        | "Yukeyukegerunikachan! (ゆけゆけゲルニカちゃん！)"                        | 3:40                                                                      |
| 4.                                                                        | "Tensai Mousou Kagaku Run (天才妄想科学論)"                               | 4:47                                                                      |
| 5.                                                                        | "FLOWER (Off Vocal)"                                                      | 5:46                                                                      |
| 6.                                                                        | "Futari no Kisetsu (Off Vocal) (二人の季節 (Off Vocal))"                  | 5:05                                                                      |
| 7.                                                                        | "Yukeyukegerunikachan! (Off Vocal) (ゆけゆけゲルニカちゃん！(Off Vocal))" | 3:40                                                                      |
| 8.                                                                        | "Tensai Mousou Kagaku Run (Off Vocal) (天才妄想科学論 (Off Vocal))"       | 4:45                                                                      |
| Tổng thời lượng:                                                          | Tổng thời lượng:                                                          | 38:34                                                                     |

| Boku wa Tomodachi ga Sukunai Assorted CD 5 (僕は友達が少ない あそーとCD5) | Boku wa Tomodachi ga Sukunai Assorted CD 5 (僕は友達が少ない あそーとCD5) | Boku wa Tomodachi ga Sukunai Assorted CD 5 (僕は友達が少ない あそーとCD5) |
| STT                                                                       | Nhan đề                                                                   | Thời lượng                                                                |
| ------------------------------------------------------------------------- | ------------------------------------------------------------------------- | ------------------------------------------------------------------------- |
| 1.                                                                        | "Futari no Kisetsu (二人の季節)"                                          | 5:05                                                                      |
| 2.                                                                        | "Kan no Ikiru Michi (漢の生きる道)"                                       | 3:57                                                                      |
| 3.                                                                        | "SHOCK YOUR EYES"                                                         | 3:56                                                                      |
| 4.                                                                        | "Ikinari! Monsutaa☆ (いきなり！モンスタア☆)"                              | 3:40                                                                      |
| 5.                                                                        | "Fukigen*Kyuuketsuki (不機嫌*吸血鬼)"                                     | 3:47                                                                      |
| 6.                                                                        | "Futari no Kisetsu (Off Vocal) (二人の季節 (Off Vocal))"                  | 5:05                                                                      |
| 7.                                                                        | "Kan no Ikiru Michi (Off Vocal) (漢の生きる道 (Off Vocal))"               | 3:57                                                                      |
| 8.                                                                        | "SHOCK YOUR EYES (Off Vocal)"                                             | 3:56                                                                      |
| 9.                                                                        | "Ikinari! Monsutaa☆ (Off Vocal) (いきなり！モンスタア☆ (Off Vocal))"      | 3:40                                                                      |
| 10.                                                                       | "Fukigen*Kyuuketsuki (Off Vocal) (不機嫌*吸血鬼 (Off Vocal))"             | 3:45                                                                      |
| Tổng thời lượng:                                                          | Tổng thời lượng:                                                          | 40:48                                                                     |

| Boku wa Tomodachi ga Sukunai Assorted CD 6 (僕は友達が少ない あそーとCD6) | Boku wa Tomodachi ga Sukunai Assorted CD 6 (僕は友達が少ない あそーとCD6) | Boku wa Tomodachi ga Sukunai Assorted CD 6 (僕は友達が少ない あそーとCD6) |
| STT                                                                       | Nhan đề                                                                   | Thời lượng                                                                |
| ------------------------------------------------------------------------- | ------------------------------------------------------------------------- | ------------------------------------------------------------------------- |
| 1.                                                                        | "Over the Distance (Yozora ver.) (Over the Distance（夜空Ver.）)"         | 3:56                                                                      |
| 2.                                                                        | "Over the Distance (Sena ver.) (Over the Distance（星奈Ver.）)"           | 3:56                                                                      |
| 3.                                                                        | "Over the Distance (Yukimura ver.) (Over the Distance（幸村Ver.）)"       | 3:56                                                                      |
| 4.                                                                        | "Over the Distance (Rika ver.) (Over the Distance（理科Ver.）)"           | 3:56                                                                      |
| 5.                                                                        | "Over the Distance (Kobato ver.) (Over the Distance（小鳩Ver.）)"         | 3:56                                                                      |
| 6.                                                                        | "Over the Distance (Maria ver.) (Over the Distance（マリアVer.）)"        | 3:56                                                                      |
| 7.                                                                        | "Hajimari no hi wa Itsumo (はじまりの日はいつも)"                         | 4:21                                                                      |
| 8.                                                                        | "Hello, Happy Sunday!!"                                                   | 3:19                                                                      |
| 9.                                                                        | "Over the Distance (Off Vocal)"                                           | 3:56                                                                      |
| 10.                                                                       | "Hajimari no hi wa Itsumo (Off Vocal) (はじまりの日はいつも (Off Vocal))" | 4:21                                                                      |
| 11.                                                                       | "Hello, Happy Sunday!! (Off Vocal)"                                       | 3:17                                                                      |
| Tổng thời lượng:                                                          | Tổng thời lượng:                                                          | 42:50                                                                     |

| Boku wa Tomodachi ga Sukunai Hasegawa Kobato Character Song CD ~ Anime "Kurogane no Shiryoujutsushi" Cover Song Single "Kobato no Utattemita!" (僕は友達が少ない 羽瀬川小鳩キャラクターソングCD～アニメ『鉄の死霊術師』カバーソングシングル「小鳩のうたってみた!」) | Boku wa Tomodachi ga Sukunai Hasegawa Kobato Character Song CD ~ Anime "Kurogane no Shiryoujutsushi" Cover Song Single "Kobato no Utattemita!" (僕は友達が少ない 羽瀬川小鳩キャラクターソングCD～アニメ『鉄の死霊術師』カバーソングシングル「小鳩のうたってみた!」) | Boku wa Tomodachi ga Sukunai Hasegawa Kobato Character Song CD ~ Anime "Kurogane no Shiryoujutsushi" Cover Song Single "Kobato no Utattemita!" (僕は友達が少ない 羽瀬川小鳩キャラクターソングCD～アニメ『鉄の死霊術師』カバーソングシングル「小鳩のうたってみた!」) |
| STT | Nhan đề | Thời lượng |
| --- | --- | --- |
| 1. | "Chikai no Uta ~Seija no Kizuato~ (誓願ノ詩～聖者の傷跡～)" | 3:33 |
| 2. | "Ononoke yo, Meian no Ou wa Orita (戦けよ、冥闇の王は降りた)" | 3:44 |
| 3. | "Chikai no Uta ~Seija no Kizuato~ (Karaoke) (誓願ノ詩～聖者の傷跡～ (カラオケ))" | 3:33 |
| 4. | "Ononoke yo, Meian no Ou wa Orita (Karaoke) (戦けよ、冥闇の王は降りた (カラオケ))" | 3:42 |
| Tổng thời lượng: | Tổng thời lượng: | 14:34 |

Phiên bản DVD/BD đặc biệt của tập cũng có đĩa nhạc chứa bài hát do nhân vật trình bày đính kèm. Một album chứa các bài hát do các nhân vật trình bày trong các đĩa đính kèm trong bộ anime thứ nhất và tập OVA đã phát hành vào ngày 28 tháng 8 năm 2013.
| Kimi wa Tomodachi (君は友達) | Kimi wa Tomodachi (君は友達)                                          | Kimi wa Tomodachi (君は友達) |
| STT                          | Nhan đề                                                               | Thời lượng                   |
| ---------------------------- | --------------------------------------------------------------------- | ---------------------------- |
| 1.                           | "Kimi wa Tomodachi (君は友達)"                                        | 3:55                         |
| 2.                           | "Kimi wa Tomodachi (Original Karaoke) (君は友達(オリジナルカラオケ))" | 3:55                         |
| 3.                           | "Kimi wa Tomodachi (Short Size) (君は友達(ショートサイズ))"           | 1:30                         |
| Tổng thời lượng:             | Tổng thời lượng:                                                      | 9:20                         |

| Boku wa Tomodachi ga Sukunai Rinjinbu Vocal Collection (僕は友達が少ない 隣人部ボーカルコレクション) | Boku wa Tomodachi ga Sukunai Rinjinbu Vocal Collection (僕は友達が少ない 隣人部ボーカルコレクション) | Boku wa Tomodachi ga Sukunai Rinjinbu Vocal Collection (僕は友達が少ない 隣人部ボーカルコレクション) |
| STT                                                                                                  | Nhan đề                                                                                              | Thời lượng                                                                                           |
| --- | --- | --- |
| 1.                                                                                                   | "Zannenkei Rinjinbu★★☆ (Hoshi Futatsu han) (残念系隣人部★★☆(星二つ半))"                              | 4:20                                                                                                 |
| 2.                                                                                                   | "Pureness Shyness"                                                                                   | 4:02                                                                                                 |
| 3.                                                                                                   | "Yokubari My Soul (欲張り My Soul)"                                                                  | 3:48                                                                                                 |
| 4.                                                                                                   | "Tsuyoki Kokoro ni Hana yo sake (強き心に花よ咲け)"                                                  | 4:03                                                                                                 |
| 5.                                                                                                   | "Tensai Mousou Kagaku Run (天才妄想科学論)"                                                          | 4:47                                                                                                 |
| 6.                                                                                                   | "Futari no Kisetsu (Mikazuki Yozora ver.) (二人の季節 (三日月夜空 ver.))"                            | 5:04                                                                                                 |
| 7.                                                                                                   | "FLOWER"                                                                                             | 5:44                                                                                                 |
| 8.                                                                                                   | "Yukeyukegerunikachan! (ゆけゆけゲルニカちゃん!)"                                                    | 3:39                                                                                                 |
| 9.                                                                                                   | "Egao no Dessin (笑顔のデッサン)"                                                                    | 3:22                                                                                                 |
| 10.                                                                                                  | "Watashi no Ki.Mo.Chi (私のキ・モ・チ)"                                                              | 3:45                                                                                                 |
| 11.                                                                                                  | "Fukigen*Kyuuketsuki (不機嫌*吸血鬼)"                                                                | 3:44                                                                                                 |
| 12.                                                                                                  | "Hello, Happy Sunday!!"                                                                              | 3:17                                                                                                 |
| 13.                                                                                                  | "Futari no Kisetsu (Kashiwazaki Sena ver.) (二人の季節 (柏崎星奈 ver.))"                             | 5:03                                                                                                 |
| 14.                                                                                                  | "SHOCK YOUR EYES"                                                                                    | 3:55                                                                                                 |
| 15.                                                                                                  | "Kan no Ikiru Michi (漢の生きる道)"                                                                  | 3:55                                                                                                 |
| 16.                                                                                                  | "Ikinari! Monsutaa☆ (いきなり! モンスタア☆)"                                                         | 3:39                                                                                                 |
| 17.                                                                                                  | "Atashi no Ki.Mo.Chi (あたしのキ・モ・チ)"                                                           | 3:52                                                                                                 |
| 18.                                                                                                  | "Over the Distance (New Mix ver.)"                                                                   | 3:55                                                                                                 |
| 19.                                                                                                  | "Kimi wa Tomodachi (君は友達)"                                                                       | 3:54                                                                                                 |
| Tổng thời lượng:                                                                                     | Tổng thời lượng:                                                                                     | 01:17:56                                                                                             |

Bộ anime thứ hai có hai bài hát chủ đề, một mở đầu và một kết thúc. Bài hát mở đầu có tên Be My Friend do các nhân vật trình bày và bài hát kết thúc có tên Bokura no Tsubasa (僕らの翼) cũng do các nhân vật trình bày, hai đĩa đơn chứa hai bài hát đã phát hành vào ngày 06 tháng 2 năm 2013. Album chứa các bản nhạc dùng trong bộ anime đã phát hành vào ngày 27 tháng 3 năm 2013. Cũng giống như bộ anime thứ nhất trong phiên bản đặc biệt khi phát hành DVD/BD thì có đính kèm theo các đĩa nhạc chứa các bài hát do các nhân vật trình bày với bài hát mở đầu và bài hát kết thúc cùng một bài hát riêng của mỗi nhân vật.
| Be My Friend     | Be My Friend                                                                  | Be My Friend |
| STT              | Nhan đề                                                                       | Thời lượng   |
| ---------------- | ----------------------------------------------------------------------------- | ------------ |
| 1.               | "Be My Friend"                                                                | 3:45         |
| 2.               | "VS!! Rival!! (ぶいえす!!らいばる!!)"                                         | 3:22         |
| 3.               | "Be My Friend (Original Karaoke) (Be My Friend (オリジナルカラオケ))"         | 3:45         |
| 4.               | "VS!! Rival!! (Original Karaoke) (ぶいえす!!らいばる!! (オリジナルカラオケ))" | 3:20         |
| Tổng thời lượng: | Tổng thời lượng:                                                              | 14:14        |

| Bokura no Tsubasa (僕らの翼) | Bokura no Tsubasa (僕らの翼)                                                  | Bokura no Tsubasa (僕らの翼) |
| STT                          | Nhan đề                                                                       | Thời lượng                   |
| ---------------------------- | ----------------------------------------------------------------------------- | ---------------------------- |
| 1.                           | "Bokura no Tsubasa (僕らの翼)"                                                | 4:33                         |
| 2.                           | "Omoide Snorkel (思い出シュノーケル)"                                         | 3:54                         |
| 3.                           | "Bokura no Tsubasa (Original Karaoke) (僕らの翼 (オリジナルカラオケ))"        | 4:33                         |
| 4.                           | "Omoide Snorkel (Original Karaoke) (思い出シュノーケル (オリジナルカラオケ))" | 3:52                         |
| Tổng thời lượng:             | Tổng thời lượng:                                                              | 16:52                        |

| Boku wa Tomodachi ga Sukunai NEXT Original Soundtrack (僕は友達が少ないNEXT オリジナルサウンドトラック) | Boku wa Tomodachi ga Sukunai NEXT Original Soundtrack (僕は友達が少ないNEXT オリジナルサウンドトラック) | Boku wa Tomodachi ga Sukunai NEXT Original Soundtrack (僕は友達が少ないNEXT オリジナルサウンドトラック) |
| STT | Nhan đề                                                                                                 | Thời lượng                                                                                              |
| --- | --- | --- |
| 1. | "Hajimari Hajimari (はじまりはじまり)"                                                                  | 0:42 |
| 2. | "Rinjinbu Katsudouchuu NEXT (隣人部かつどう中 NEXT)"                                                    | 1:19 |
| 3. | "Nichijou wa Nagareyuku (日常は流れゆく)"                                                               | 1:44 |
| 4. | "Oya? Oyaoya? (おや?おやおや?)"                                                                         | 1:20 |
| 5. | "Totemo Hen na Oneechan (とても変なおねーちゃん)"                                                       | 1:27 |
| 6. | "Masaka!? (まさか!?)"                                                                                   | 1:29 |
| 7. | "Yareyare Blues (やれやれブルース)"                                                                     | 1:51 |
| 8. | "Watashi, Okottemasu (私、怒ってます)"                                                                  | 1:21 |
| 9. | "Niekiranai desu (煮え切らないです)"                                                                    | 1:35 |
| 10. | "Utsukushiku Harebare (美しく晴れ晴れ)"                                                                 | 1:39 |
| 11. | "Honki no Massugu na Omoi (本気の真っすぐな想い)"                                                       | 1:58 |
| 12. | "Kanashimi to Kanashimi (悲しみと哀しみ)"                                                               | 1:55 |
| 13. | "Fukaku Fukaku... (深く深く…)"                                                                          | 2:00 |
| 14. | "Haganai Back NEXT (はがないバック NEXT)"                                                               | 0:07 |
| 15. | "Eyecatch Sono 1 NEXT (あいきゃっちその1 NEXT)"                                                         | 0:08 |
| 16. | "Eyecatch Sono 2 NEXT (あいきゃっちその2 NEXT)"                                                         | 0:07 |
| 17. | "Ehe Ehe Hazukashi (えへえへ恥ずかし)"                                                                  | 0:43 |
| 18. | "Dandy? Sexy? (ダンディー?セクシー?)"                                                                   | 1:38 |
| 19. | "Tatappokya (たたっぽきゃっ)"                                                                           | 1:36 |
| 20. | "Kyawaii Kyawaii (キャワイイキャワイイ)"                                                                | 0:38 |
| 21. | "Omocha de Okochama (おもちゃでおこちゃま)"                                                             | 1:14 |
| 22. | "Haganai Jam (はがないじゃむ)"                                                                          | 1:53 |
| 23. | "Awatero~!!! (慌てろ~!!!)"                                                                              | 1:24 |
| 24. | "Tensai de Hentai de Mousou de Universe (天才で変態で妄想でゆにばーす)"                                 | 1:34 |
| 25. | "Gorigori (ごりごり)"                                                                                   | 1:37 |
| 26. | "Kesshin (決心)"                                                                                        | 1:42 |
| 27. | "Medetashi Medetashi (めでたしめでたし)"                                                                | 2:04 |
| 28. | "Rinjinbu wa Tsudzuku... (隣人部は続く…)"                                                               | 1:42 |
| 29. | "Be My Friend (TV ver.)"                                                                                | 1:34 |
| 30. | "Bokura no Tsubasa (TV ver.) (僕らの翼 (TV ver.))"                                                      | 1:32 |
| Tổng thời lượng:                                                                                        | Tổng thời lượng:                                                                                        | 41:33                                                                                                   |

| Boku wa Tomodachi ga Sukunai NEXT Next CD 1 (僕は友達が少ないNEXT ねくすとCD ①) | Boku wa Tomodachi ga Sukunai NEXT Next CD 1 (僕は友達が少ないNEXT ねくすとCD ①) | Boku wa Tomodachi ga Sukunai NEXT Next CD 1 (僕は友達が少ないNEXT ねくすとCD ①) |
| STT                                                                             | Nhan đề                                                                         | Thời lượng                                                                      |
| ------------------------------------------------------------------------------- | ------------------------------------------------------------------------------- | ------------------------------------------------------------------------------- |
| 1.                                                                              | "Staring Stars"                                                                 | 4:31                                                                            |
| 2.                                                                              | "Be My Friend -星奈Featuring隣人部 VER-"                                        | 3:45                                                                            |
| 3.                                                                              | "僕らの翼 -星奈Featuring隣人部 VER-"                                            | 4:31                                                                            |
| Tổng thời lượng:                                                                | Tổng thời lượng:                                                                | 12:47                                                                           |

| Boku wa Tomodachi ga Sukunai NEXT Next CD 2 (僕は友達が少ないNEXT ねくすとCD ②) | Boku wa Tomodachi ga Sukunai NEXT Next CD 2 (僕は友達が少ないNEXT ねくすとCD ②)                     | Boku wa Tomodachi ga Sukunai NEXT Next CD 2 (僕は友達が少ないNEXT ねくすとCD ②) |
| STT                                                                             | Nhan đề                                                                                             | Thời lượng                                                                      |
| ------------------------------------------------------------------------------- | --------------------------------------------------------------------------------------------------- | ------------------------------------------------------------------------------- |
| 1.                                                                              | "Soushin Rireki (送信履歴)"                                                                         | 4:31                                                                            |
| 2.                                                                              | "Be My Friend -Yozora Featuring Rinjin-bu VER.- (Be My Friend -夜空Featuring隣人部 VER.-)"          | 3:45                                                                            |
| 3.                                                                              | "Bokura no Tsubasa -Yozora Featuring Rinjin-bu VER.- (僕らの翼 僕らの翼-夜空Featuring隣人部 VER.-)" | 4:31                                                                            |
| Tổng thời lượng:                                                                | Tổng thời lượng:                                                                                    | 12:54                                                                           |

| Boku wa Tomodachi ga Sukunai NEXT Next CD 3 (僕は友達が少ないNEXT ねくすとCD ③) | Boku wa Tomodachi ga Sukunai NEXT Next CD 3 (僕は友達が少ないNEXT ねくすとCD ③)              | Boku wa Tomodachi ga Sukunai NEXT Next CD 3 (僕は友達が少ないNEXT ねくすとCD ③) |
| STT                                                                             | Nhan đề                                                                                      | Thời lượng                                                                      |
| ------------------------------------------------------------------------------- | -------------------------------------------------------------------------------------------- | ------------------------------------------------------------------------------- |
| 1.                                                                              | "FANTASISTA"                                                                                 | 3:29                                                                            |
| 2.                                                                              | "Be My Friend -Yukimura Featuring Rinjin-bu VER.- (Be My Friend-幸村Featuring隣人部 VER.-)"  | 3:44                                                                            |
| 3.                                                                              | "Bokura no Tsubasa -Yukimura Featuring Rinjin-bu VER.- (僕らの翼-幸村Featuring隣人部 VER.-)" | 4:32                                                                            |
| Tổng thời lượng:                                                                | Tổng thời lượng:                                                                             | 11:46                                                                           |

| Boku wa Tomodachi ga Sukunai NEXT Next CD 4 (僕は友達が少ないNEXT ねくすとCD ④) | Boku wa Tomodachi ga Sukunai NEXT Next CD 4 (僕は友達が少ないNEXT ねくすとCD ④) | Boku wa Tomodachi ga Sukunai NEXT Next CD 4 (僕は友達が少ないNEXT ねくすとCD ④) |
| STT                                                                             | Nhan đề                                                                         | Thời lượng                                                                      |
| ------------------------------------------------------------------------------- | ------------------------------------------------------------------------------- | ------------------------------------------------------------------------------- |
| 1.                                                                              | "PASTEL B☆X"                                                                    | 3:43                                                                            |
| 2.                                                                              | "Be My Friend-小鳩Featuring隣人部 VER.-"                                        | 3:44                                                                            |
| 3.                                                                              | "僕らの翼-小鳩Featuring隣人部 VER.-"                                            | 4:32                                                                            |
| Tổng thời lượng:                                                                | Tổng thời lượng:                                                                | 12:00                                                                           |

| Boku wa Tomodachi ga Sukunai NEXT Next CD 5 (僕は友達が少ないNEXT ねくすとCD ⑤) | Boku wa Tomodachi ga Sukunai NEXT Next CD 5 (僕は友達が少ないNEXT ねくすとCD ⑤)             | Boku wa Tomodachi ga Sukunai NEXT Next CD 5 (僕は友達が少ないNEXT ねくすとCD ⑤) |
| STT                                                                             | Nhan đề                                                                                     | Thời lượng                                                                      |
| ------------------------------------------------------------------------------- | ------------------------------------------------------------------------------------------- | ------------------------------------------------------------------------------- |
| 1.                                                                              | "Maria (ブレス)"                                                                            | 3:36                                                                            |
| 2.                                                                              | "Be My Friend -Maria Featuring Rinjin-bu VER.- (Be My Friend-マリアFeaturing隣人部 VER.-)"  | 3:44                                                                            |
| 3.                                                                              | "Bokura no Tsubasa -Maria Featuring Rinjin-bu VER.- (僕らの翼-マリアFeaturing隣人部 VER.-)" | 4:32                                                                            |
| Tổng thời lượng:                                                                | Tổng thời lượng:                                                                            | 11:53                                                                           |

| Boku wa Tomodachi ga Sukunai NEXT Next CD 6 (僕は友達が少ないNEXT ねくすとCD ⑥) | Boku wa Tomodachi ga Sukunai NEXT Next CD 6 (僕は友達が少ないNEXT ねくすとCD ⑥)          | Boku wa Tomodachi ga Sukunai NEXT Next CD 6 (僕は友達が少ないNEXT ねくすとCD ⑥) |
| STT                                                                             | Nhan đề                                                                                  | Thời lượng                                                                      |
| ------------------------------------------------------------------------------- | ---------------------------------------------------------------------------------------- | ------------------------------------------------------------------------------- |
| 1.                                                                              | "Kimi to Boku (君と僕)"                                                                  | 4:22                                                                            |
| 2.                                                                              | "Be My Friend -Rika Featuring Rinjin-bu VER.- (Be My Friend-理科Featuring隣人部 VER.-)"  | 3:44                                                                            |
| 3.                                                                              | "Bokura no Tsubasa -Rika Featuring Rinjin-bu VER.- (僕らの翼-理科Featuring隣人部 VER.-)" | 4:32                                                                            |
| Tổng thời lượng:                                                                | Tổng thời lượng:                                                                         | 12:39                                                                           |

## Đón nhận
Tính đến cuối tháng 1 năm 2014 thì loạt light novel đã tiêu thụ được 6.220.000 bản. Rebecca Silverman tại Anime News Network đã nói về phần minh họa cho tập tiểu thuyết đầu tiên là "Khá thư giãn" với các hình minh họa do Itachi thực hiện là "Nằm giữa lằn ranh miêu tả các cô gái một cách tuyệt đẹp và một bản phác thảo lộn xộn, nhưng lại phù hợp với tác phẩm". Trong khi tiền đề tác phẩm khá quen thuộc thì cách những cô gái tiếp nhận và bày tỏ cảm xúc với các tình tiết xảy ra trong những cuộc gặp mặt là điểm nhấn của tác phẩm.
Với chuyển thể anime thì Carl Kimlinger tại Anime News Network đã khen ngợi các thiết kế nhân vật độc đáo hoàn toàn tách biệt với nhau với tiền đề thú vị và cảm giác hài hước rất rõ nét nhưng tốc độ diễn biến quá chậm với việc sẽ mất một khoảng thời gian dài trước khi có một diễn biến thú vị xuất hiện và nhận xét "Bộ anime đôi lúc có thể gây nhàm chán nhưng nó cũng rất hay". Nhưng ông cũng thấy loạt anime ngày càng rọc khuôn nhất là với bộ anime thứ hai khi không có nhiều thay đổi và mọi thứ hầu như lập đi lập lại giữa các tập nên cốt truyện cũng không có sự phát triển mấy. Bamboo Dong cũng đồng ý với nhận xét là tác phẩm mạnh ở phần thiết kế nhân vật phần còn lại giống như là "Cắt dán những lời nói đùa nhạt nhẽo".